# قدم‌جا
قَدَم‌جا (پیشتر: کاراساکول) یک منطقهٔ مسکونی در تاجیکستان است که در ولایت سغد واقع شده‌است.